# Abbazia di Münsterschwarzach
L'abbazia di Münsterschwarzach sorge nell'omonima località nel comune bavarese di Schwarzach am Main, lungo il fiume Meno, e appartiene alla congregazione benedettina missionaria di Sant'Ottilia.

## Storia
L'abbazia di Münsterschwarzach fu fondata sulle rive del Meno intorno all'anno 815 e il suo primo abate fu Benedetto d'Aniane; raggiunse il suo momento di massimo splendore a cavallo tra l'XI e il XII secolo quando, sotto l'abate Egberto, aderì alla riforma di Gorze.
Uscita duramente provata dalla guerra dei contadini, nel 1671 la sua comunità era ridotta a 38 monaci.
Nella prima metà Settecento gli edifici abbaziali furono ricostruiti in stile barocco: la chiesa, progettata da Balthasar Neumann, fu decorata dai più celebri pittori e stuccatori del periodo.
L'abbazia fu soppressa nel 1803, quando la sua comunità contava ancora 20 monaci e 4 novizi, e fu abbattuta poco dopo.
Quello che restava del monastero fu acquistato nel 1913 dai benedettini della Congregazione di Sant'Ottilia che già nel 1901 avevano fondato nelle vicinanze, a Sankt Ludwig, una comunità elevata a priorato indipendente il 10 dicembre 1906. Il 12 marzo 1914 la comunità di Sankt Ludwig si trasferì a Münsterschwarzach, che fu nuovamente eretta in abbazia.
Sotto il governo degli abati Placido Vogel, Burcardo Utz e Bonifacio Vogel, l'abbazia conobbe un rapido sviluppo ed estese il suo apostolato al lavoro nelle missioni.
Nuovamente soppressa dal governo nazista nel 1941, gli edifici furono sequestrati e adibiti a ospedale militare. L'abbazia fu restaurata nel 1945.